# Hammadi Ahmad
Hammadi Ahmad Abdullah Al-Daiya (en árabe: حمادي احمد عبدالله الدعية‎; nacido el 18 de octubre de 1989) es un futbolista iraquí, quién juega como delantero para el Al-Quwa Al-Jawiya y para la selección de Irak. 

## Estadísticas

### Selección
Goles marcados con la selección, y resultados.
| #  | Fecha       | Sede                                  | Oponente  | Marcador | Resultado | Competición                        |
| -- | ----------- | ------------------------------------- | --------- | -------- | --------- | ---------------------------------- |
| 1. | 14-Nov-2012 | Grand Hamad Stadium, Doha             | Jordania  | 1–0      | 1–0       | 2014 World Cup qualifier           |
| 2. | 10-Dic-2012 | Al-Sabah Stadium, Kuwait City         | Jordania  | 1–0      | 1–0       | Campeonato de la WAFF 2012         |
| 3. | 9-Ene-2013  | Khalifa Sports City Stadium, Isa Town | Kuwait    | 1–0      | 1-0       | Copa de Naciones del Golfo de 2013 |
| 4. | 12-Ene-2013 | Khalifa Sports City Stadium, Isa Town | Yemen     | 2–0      | 2-0       | Copa de Naciones del Golfo de 2013 |
| 5. | 11-Nov-2013 | Prince Mohammed Stadium, Zarqa        | Siria     | 1–1      | 2-1       | Amistoso (deporte)                 |
| 6. | 19-Nov-2013 | Gelora Bung Karno Stadium, Yakarta    | Indonesia | 1–0      | 2-0       | 2015 Asian Cup qual.               |

## Palmarés

### Club
Al-Quwa Al-Jawiya
- Copa de Irak 2015–16

### Selección
Irak
- Copa de Naciones Árabe 2012: Tercer lugar
- Campeonato WAFF 2012: Subcampeón
- Copa de Naciones del Golfo: Subcampeón

### Individual
Al-Quwa Al-Jawiya
- Liga Premier de Irak 2011–12: Goelador (27 goals)
- Liga Premier de Irak 2015-16 : Goleador (12 goals)